# Ange Santini
Ange Santini, (Calvi, Alta Còrsega, 10 de juny de 1959), és un polític cors, president del Consell executiu de Còrsega des del 4 d'abril de 2004, així com alcalde adjunt de Calvi pel partit Unió pel Moviment Popular (UMP). El president del Consell executiu és el principal responsable polític de Còrsega, on exerceix el poder executiu.

## Càrrecs polítics
- 1983 : Conseller municipal de Calvi
- 1995 : Alcalde de Calvi
- 1997 : President del SIVU Sanitari de Balagne
- 1998 : Conseller territorial
- 1999 : Reescollit conseller territorial, president de la Comissió de Desenvolupament Econòmic i Ordenament del Territori
- 2001 : Reescollit alcalde de Calvi, president de l'Associació dels alcaldes de Balagne
- 2002 : President fundador de la Communauté de communes de Calvi Balagne, vicepresident de l'Assemblea de Còrsega, president del Grup « le Rassemblement » à l'Assemblea de Còrsega
- 2003 : President fundador del centre turístic de Balagne
- 2004 : Elegit president del Consell executiu de Còrsega, adjunt a l'alcalde de Calvi
- 2005 : Es presenta a les eleccions senatorials contra François Vendasi (PRG)
- 2006 : President de l'Agència de Desenvolupament Econòmic de Còrsega (ADEC)
- 2008 : Reescollit alcalde de Calvi